# Porotrichum brevifolium
Porotrichum brevifolium är en bladmossart som beskrevs av Edwin Bunting Bartram 1946. Porotrichum brevifolium ingår i släktet Porotrichum och familjen Neckeraceae. Inga underarter finns listade i Catalogue of Life.